# Ludwig Joseph von Welden

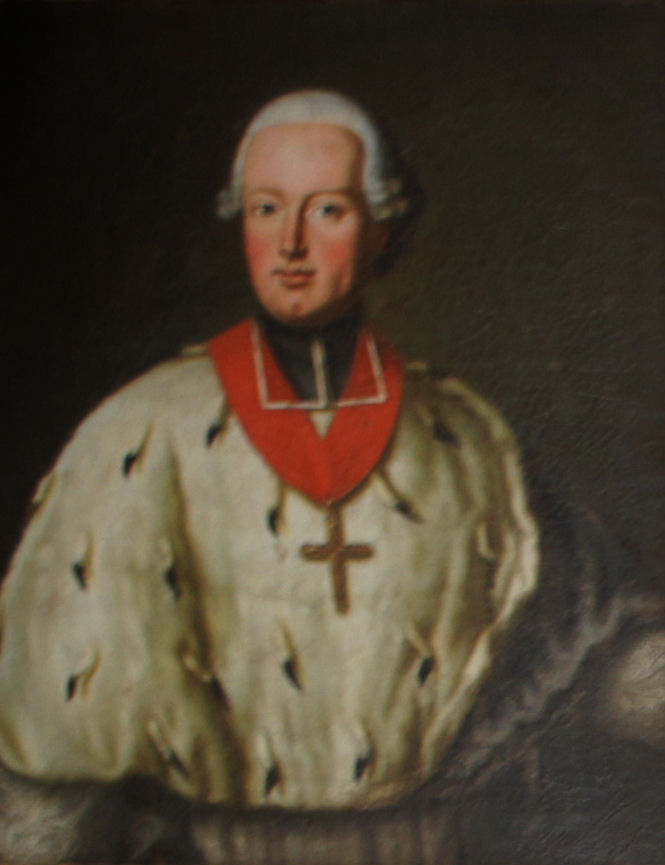
Ludwig Joseph Freiherr von Welden auf einem Gemälde im Fürstengang Freising

Ludwig Joseph Freiherr von Welden auf Laubheim und Hochaltingen (* 11. Mai 1727 in Hochaltingen; † 15. März 1788 in Freising) war Fürstbischof in Freising.

## Leben

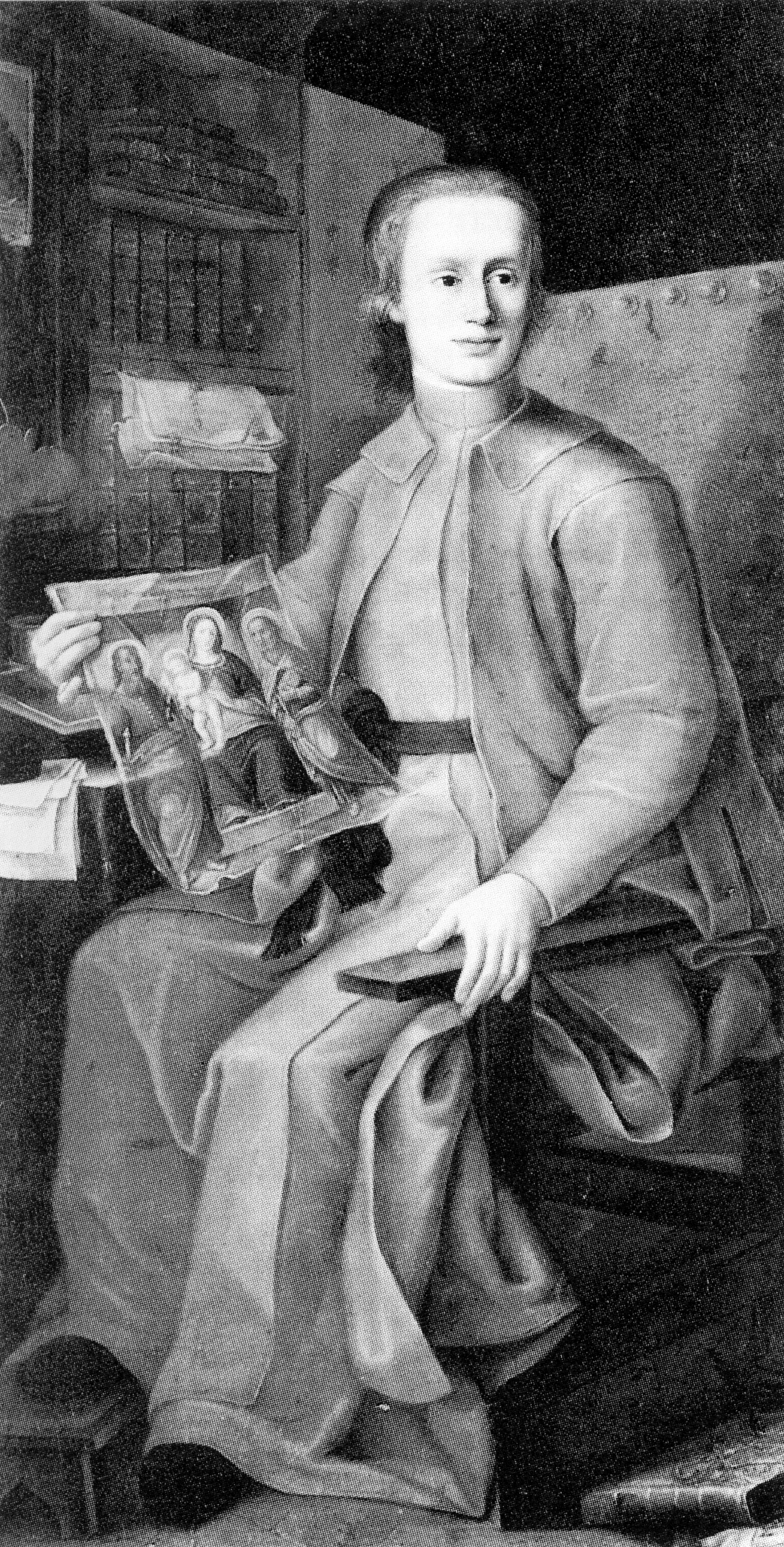
Porträt (1750)

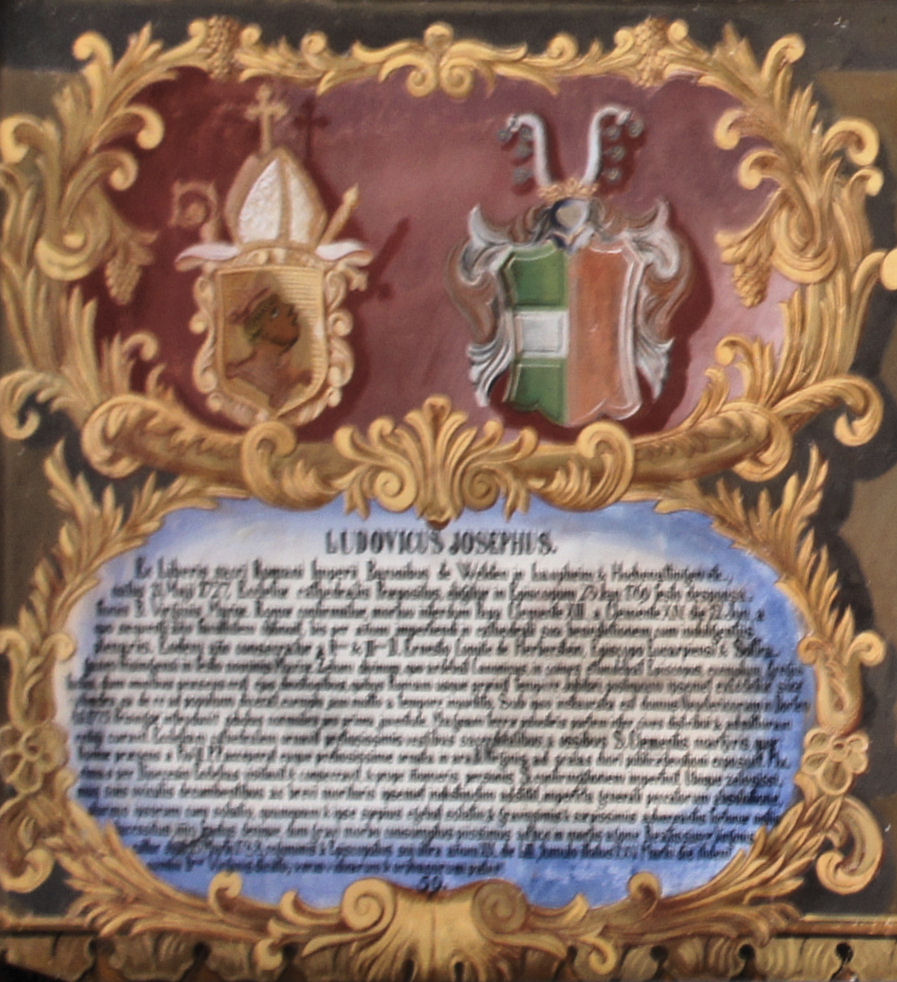
Wappentafel von Ludwig Joseph Freiherr von Welden im Fürstengang Freising

Er wurde 1750 zum Priester geweiht. Ende des Jahres 1768 erfolgte die Wahl zum Bischof von  Freising, nachdem Clemens Wenzeslaus von Sachsen 1768 nach seiner Ernennung zum Erzbischof und Kurfürsten von Trier resignierte. Die Bischofsweihe empfing Ludwig Joseph von Welden am 10. September 1769 durch Weihbischof Ernest Johann Nepomuk von Herberstein, den späteren Bischof von Linz. Als 59. Bischof von Freising kümmerte sich der der Aufklärung zugeneigte von Welden insbesondere um die Bildung der Bevölkerung. Er versuchte vergeblich, die 1785 erfolgte Errichtung der Münchner Nuntiatur als Hofnuntiatur für Kurpfalzbayern zu verhindern. 1786 verabschiedete er zusammen mit den deutschen Erzbischöfen die Emser Punktation, die eine Genehmigung päpstlicher Bullen durch die Bischöfe forderte. Er starb am 15. März 1788 in Freising.